# توماس باك
توماس باك هو مصور موضة ومصور بولندي، ولد في 20 أبريل 1978 في شتشين في بولندا.